# Bidessonotus longovalis
Bidessonotus longovalis är en skalbaggsart som först beskrevs av Willis Blatchley 1919.  Bidessonotus longovalis ingår i släktet Bidessonotus och familjen dykare. Inga underarter finns listade i Catalogue of Life.